# 織田信治
織田 信治（おだ のぶはる）は、戦国時代の武将。織田信秀の五男とも七男とも伝わる。織田信長の弟。子に柘植正俊。尾張野府（野夫）城主。

## 生涯
兄・織田信長に従って野府城（現在の一宮市立開明小学校付近が城址）を与えられていた。
元亀元年（1570年）9月19日未明、浅井・朝倉連合軍が宇佐山城に迫ってきた際、信治は京都から2000の援兵を率いて救援に駆け付けた（『来迎寺要書』）。9月20日、森可成、青地茂綱と共に宇佐山城から出て浅井長政・朝倉義景の連合軍と近江坂本で戦ったが（宇佐山城の戦い）、衆寡敵せず可成、茂綱と共に戦死した（『信長公記』）。享年27。
子の柘植正俊は江戸幕府の旗本となった。野府城主の座は津田元嘉が継いだとされる。